# Bình Phước Xuân
Bình Phước Xuân là một xã thuộc huyện Chợ Mới, tỉnh An Giang, Việt Nam.

## Địa lý
Xã Bình Phước Xuân nằm trên Cù lao Giêng (gồm 3 xã Tấn Mỹ, Mỹ Hiệp và Bình Phước Xuân), có vị trí địa lý:
- Phía bắc giáp xã Tấn Mỹ và xã Mỹ Hiệp
- Phía tây bắc giáp Mỹ An qua phía tây sông Tiền
- Phía nam giáp thị trấn Hội An
- Phía đông và đông nam giáp tỉnh Đồng Tháp qua sông Tiền.

Xã Bình Phước Xuân có diện tích 18,93 km², dân số năm 2019 là 13.321 người, mật độ dân số đạt 704 người/km².

## Hành chính
Xã Bình Phước Xuân được chia thành 5 ấp: Bình Trung, Bình Quới, Bình Phú, Bình Tấn, Bình Phước.